# عادل القحطاني
عادل القحطاني مواليد 17 أبريل 1994 في السعودية، هو لاعب كرة قدم سعودي لعب سابقاً لنادي ضمك .